# Papmezőszeleste
Papmezőszeleste (Săliște de Pomezeu), település Romániában, a Partiumban, Bihar megyében.

## Fekvése
Belényestől északnyugatra, a Bihar-hegység alatt, Kosgyán és Drágota közt fekvő település.

## Története
Papmezőszeleste nevét 1583-ban Felseozeleste néven említette először oklevél.
1587-ben Felsö-Zelestyeh, 1808-ban Szelistye (Papmező-), 1913-ban Papmezőszeleste néven írták.
Az 1800-as évek elején a Dobsa család volt a település birtokosa.
1851-ben Fényes Elek írta a településről:
Papmező-Szelistye, Bihar vármegyében, egy dombon, 141 óhitü lakossal, anyatemplommal. Birja Dobsa Sámuel.
1910-ben 277 lakosából 18 magyar, 259 román volt. Ebből 9 református, 254 görögkeleti ortodox, 9 izraelita volt.
A trianoni békeszerződés előtt Bihar vármegye Belényesi járásához tartozott.

## Nevezetességek
- Görög keleti temploma – 1870-ben épült.